# Jacek Mickiewicz
Jacek Mickiewicz (ur. 17 kwietnia 1970 w Dzierżoniowie) – polski kolarz szosowy. Mistrz Polski (1994). Reprezentant Polski. Olimpijczyk z Barcelony (1992).

## Kariera sportowa
Jego największym sukcesem w karierze było mistrzostwo Polski w wyścigu ze startu wspólnego w 1994. Były to ostatnie amatorskie mistrzostwa Polski przed wprowadzeniem w 1995 formuły open. Ponadto czterokrotnie zdobywał brązowe medale mistrzostw Polski - dwa razy w indywidualnym wyścigu szosowym (1990 i 1995) i dwukrotnie w wyścigu drużynowym na 100 km (1990 - gościnnie w barwach Gwardii Katowice i 1994 - z Victorią Rybnik). W peletonie zawodowym jego największym sukcesem była wygrana w wyścigu Dookoła Mazowsza w 2002, w którym wygrał wówczas także dwa etapy.
Dwukrotnie reprezentował Polskę w indywidualnym wyścigu szosowym mistrzostw świata (1990 - nie ukończył, 1993 – 92 m.). w 1992 wystąpił w tej samej konkurencji na Igrzyskach Olimpijskich w Barcelonie, zajmując 22. miejsce.
Dziesięciokrotnie wystąpił w Wyścigu Pokoju, wygrywając w nim łącznie pięć etapów (1990 – 14 m., 1991 – 5 m. i wygrany etap, 1992 – 24 m., 1993 – 67 m., 1996 - nie ukończył, wygrał jeden etap, 1997 – 36 m. i wygrane dwa etapy, 1998 - nie ukończył, 2000 – 64 m., 2002 – 68 m. i wygrany etap, 2004 - nie ukończył. W 1994 wygrał jeden z etapów Tour de Pologne. Pojedyncze zwycięstwa etapowe odniósł także w wyścigach Milk Race (1 x 1992, 1 x 1993), Wyścigu Solidarności i Olimpijczyków (1 x 1996 3 x 1997, 2 x 2002), Bałtyk - Karkonosze Tour (3 x 2000, 1 x 2001), Szlakiem Grodów Piastowskich (2 x 2002). W 2000 wygrał Memoriał Henryka Łasaka.